# دراخما
دراخما هي عملة اليونان قبل اعتماد اليورو كعملة رسمية عام 2001. وأقدم عملة في العالم، إذ يعود تاريخها إلى 1100 عام قبل الميلاد، وهي كلمة اشتقت منها كلمة درهم. ويذكر أنها عملة اليونان تاريخيًا، فهي قد كانت العملة الوطنية منذ 8 فبراير 1833.
ثلاث عملات يونانية حديثة، تم تقديمها لأول مرة في عام 1832 من قبل الملك اليوناني أوتو والأخيرة تم استبدالها باليورو في عام 2001 (بسعر 340.75 دراخما لليورو). لم يبدأ تداول اليورو حتى عام 2001 ولكن تم تحديد سعر الصرف في 19 يونيو 2000، مع التقديم القانوني لليورو في يناير 2002.

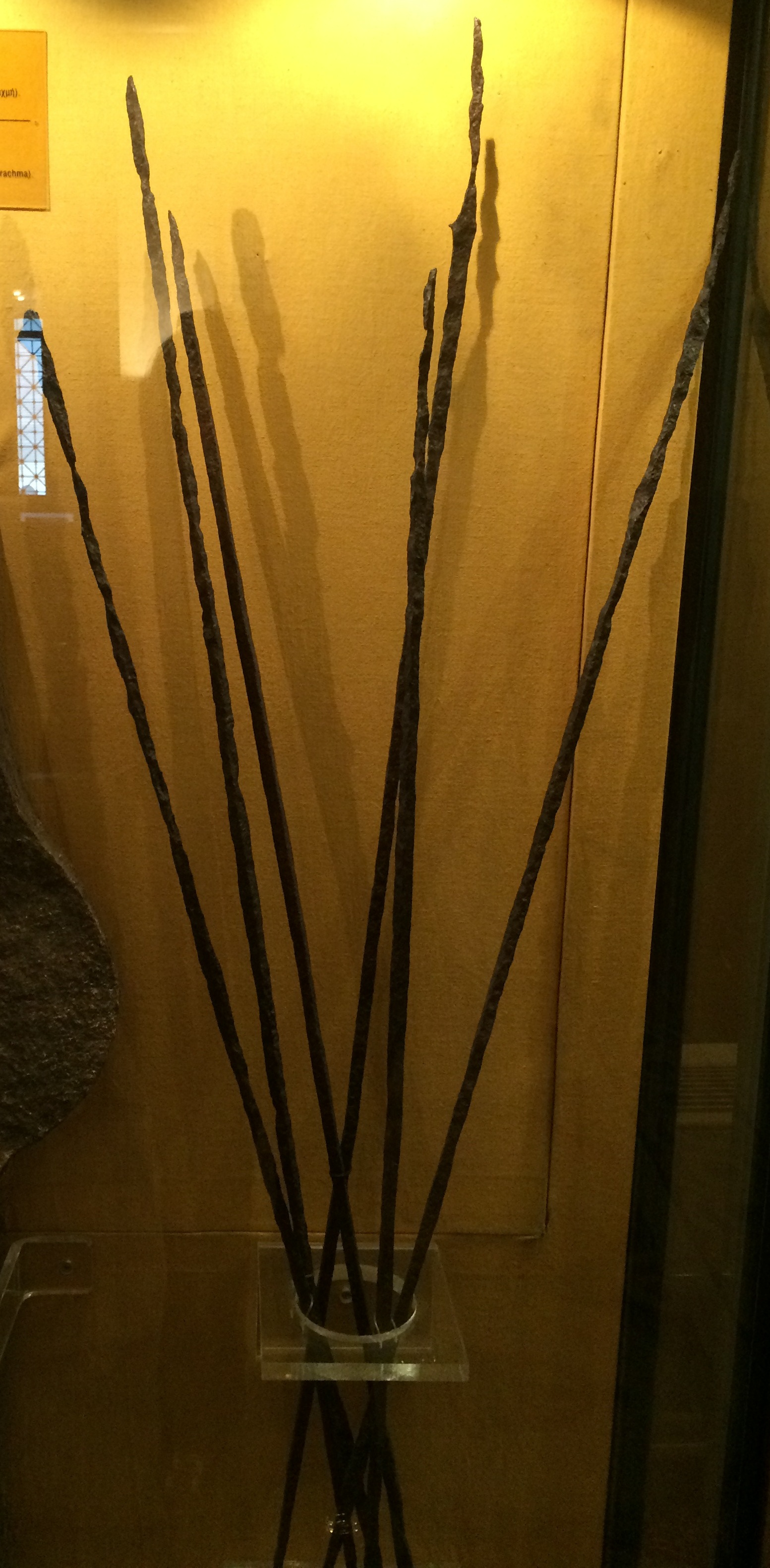
أعلاه: ستة أوبيلوي على شكل قضيب معروضة في متحف النقود في أثينا ، تم اكتشافها في هيرايون أرغوس. أدناه: أمسك من ستة أبولو تشكل دراخما واحدة.

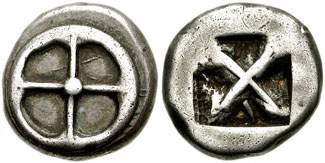
قطعة أثرية من الفضة الأثينية من "النوع الشعاري" من زمن بيسستراتوس، 545-510 قبل الميلاد. الوجه: عجلة بأربعة قضبان. الخلف: شكل مربع مقسومًا بشكل مائل.

## الدراخما القديمة

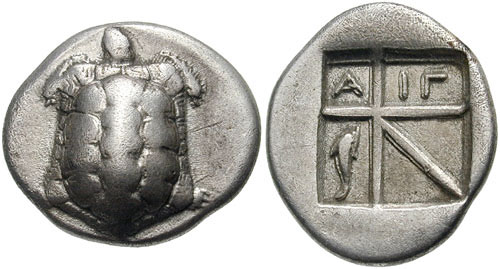
الدراخما اليونانية إيجينا. الوجه: الأرض شيلون / عكس: ΑΙΓ (INA) والدلفين. صورت أقدم عملات إيجينا شيلون السلاحف البحرية وتم سكها في كاليفورنيا. 700 - 550 ق.

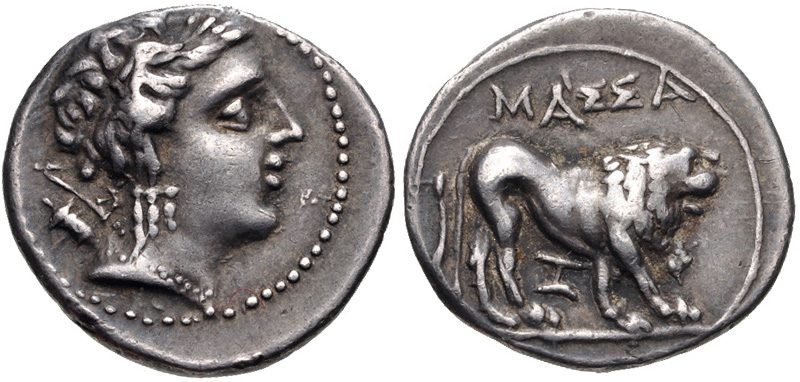
تتروبول الفضة (4/6 من الدراخما) من ماساليا. الوجه: يرتدي أرتميس ستيفان. عكس: ΜΑΣΣΑ [ΛΙΗΤΩΝ] (من المساليين)، أسد يقف على حق.

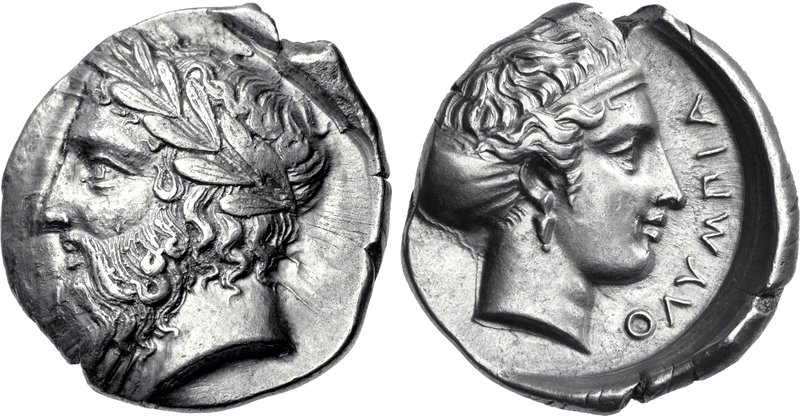
تترادراكم من أولمبيا. 105 الأولمبياد 360 ق. الوجه: رأس زيوس. الخلف: الحورية أوليمبيا، نقش: ΟΛΥΜΠΙΑ.

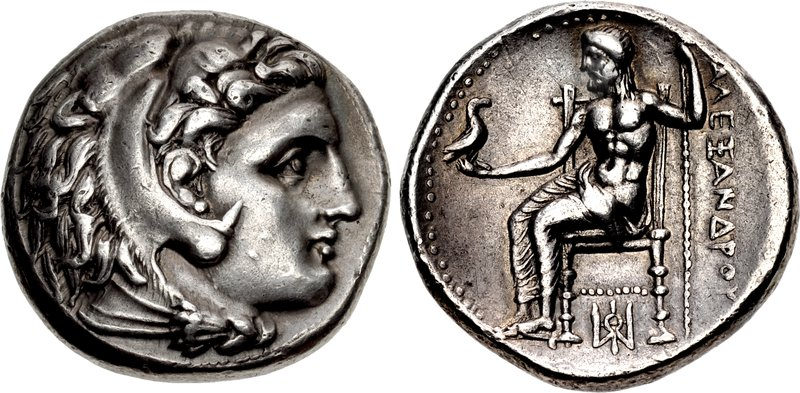
دراخما الفضية لفيليب الثالث أرهيديوس، ضُربت في بابل. الوجه: رأس هيراكليس. الخلف: زيوس أتوفورس.

يُشتق اسم دراخما من الفعل δράσσομαι (drássomai ، "(I) grasp"). يُعتقد أن نفس الكلمة التي تحمل معنى حفنة أو «مقبض» موجودة في الألواح الخطية ب للمايسين بيلوس. في البداية كانت الدراخما عبارة عن قبضة من ستة أوبلو obeloí (العصي المعدنية) المستخدمة كشكل من أشكال العملة في وقت مبكر من 1100 قبل الميلاد وكونها شكل السبائك: سبائك من البرونز أو النحاس أو الحديد مصنفة بالوزن. تم الكشف عن كنز من أكثر من 150 مسلية على شكل قضيب في هيرايون أرغوس في بيلوبونيز. يتم عرض ستة منهم في متحف النقود في أثينا.
كانت الوحدة القياسية للعملات الفضية في معظم دار سك العملة اليونانية القديمة، واستخدم اسم أبول لوصف عملة معدنية كانت سدس الدراخما. إن الفكرة القائلة بأن الدراخما مشتقة من كلمة فيستفول (بالإنجليزية: fistful)‏ سجلها هيراكليدس من بونتوس (387-312 قبل الميلاد) الذي أخبره كهنة هيرايون أن فيدون، ملك أرغوس، كرس مسلّة على شكل قضيب لهيراون. تم تسجيل معلومات مماثلة حول مسلية فيدون في باريان كرونيكل (بالإنجليزية: Parian Chronicle)‏.
عادة ما كان للعملات اليونانية القديمة أسماء مميزة في الاستخدام اليومي. كان يُطلق على رباعي الأثينيين اسم البومة،  وكان الجزء الثابت أجينتيك (بالإنجليزية: Aeginetic)‏ يُطلق عليه اسم شيلون (بالإنجليزية: chelone)‏، بينما يُطلق على الكورنثيين ستارتر اسم أفراس النهر (الحصان) وما إلى ذلك. ستقوم كل مدينة بصك رموزها الخاصة بها وختمها برموز مميزة للمدينة، والمعروفة باسم شارة في علم العملات، إلى جانب النقوش المناسبة، وغالبًا ما يشار إليها إما باسم المدينة أو الصورة الموضحة. تم تحديد قيمة التبادل الدقيقة لكل من كمية ونوعية المعدن، مما انعكس على سمعة كل الرموز.
من بين المدن اليونانية التي استخدمت الدراخما: عبدة، أبيدوس، الإسكندرية، إيتنا، أنطاكية، أثينا، خيوس، سيزيكس، كورنث، أفسس، إريتريا، جيلا، كاتانا، كوس، مارونيا، ناكسوس، بيلا، بيرجاموم، ريجيون، سالاميس، سميرني، سبارتا، سيراكيوز، طرسوس، ثاسوس، تينيدوس، طروادة وأكثر من ذلك.
ربما كانت العملة الأثينية الرباعية («أربعة دراخما») من القرن الخامس قبل الميلاد هي العملة الأكثر استخدامًا في العالم اليوناني قبل عصر الإسكندر الأكبر (جنبًا إلى جنب مع العملة الكورنثية). ظهرت على شكل خوذة تمثال نصفي لأثينا على الوجه (الأمامي) وبومة على الظهر (الظهر). في الاستخدام اليومي كانت تسمى γλαῦκες glaukes (البوم)،  ومن هنا جاء المثل αῦκ 'ῦκαζε، «بومة لأثينا»، في إشارة إلى شيء كان متوفرًا بكثرة، مثل «الفحم إلى نيوكاسل». يظهر العكس على الجانب الوطني للعملة اليونانية الحديثة 1 يورو.
تم سك دراخماي وفقًا لمعايير الوزن المختلفة في النعناع اليوناني المختلفة. كان المعيار الأكثر استخدامًا هو الأثيني أو العلية، والذي كان يزن ما يزيد قليلاً عن 4.3 جرام.
بعد فتوحات الإسكندر الأكبر، تم استخدام اسم دراخما في العديد من الممالك الهلنستية في الشرق الأوسط، بما في ذلك المملكة البطلمية في الإسكندرية والإمبراطورية البارثية القائمة في ما يعرف بإيران حاليًا. وحدة العملة العربية المعروفة باسم الدرهم (بالعربية: درهم)، والمعروفة منذ عصور ما قبل الإسلام وما بعدها، ورثت اسمها من الدراخما أو الديدراكم (δίδραχμον ، 2 دراخما)؛ الدرهم لا يزال هو اسم العملات الرسمية للمغرب والإمارات العربية المتحدة. الدراما الأرمنية (الأرمينية: Դրամ) تستمد اسمها أيضًا من الدراخما.

### القيمة
من الصعب تقدير أسعار الصرف المقارنة بالعملة الحديثة لأن مجموعة المنتجات التي أنتجتها اقتصادات القرون الماضية كانت مختلفة عن اليوم، مما يجعل حسابات تعادل القوة الشرائية صعبة للغاية؛ ومع ذلك، قدر بعض المؤرخين والاقتصاديين أنه في القرن الخامس قبل الميلاد، كانت قيمة الدراخما تقريبية تبلغ 25 دولارًا أمريكيًا (في عام 1990 - ما يعادل 46.50 دولارًا أمريكيًا في عام 2015 )، في حين يقول المؤرخون الكلاسيكيون ذلك بانتظام في أوج في اليونان القديمة (القرنان الخامس والرابع) كان الأجر اليومي للعامل الماهر أو الهبلايت  دراخما واحدًا، وللمحلف نصف دراخما منذ 425 قبل الميلاد.
اشتق المعلقون الحديثون من إكزينوفون  أن نصف دراخما في اليوم (360 يومًا في السنة) ستوفر «عيشًا مريحًا» لـ «المواطنين الفقراء» (لرب الأسرة في 355 قبل الميلاد). في وقت سابق من عام 422 قبل الميلاد، نرى أيضًا في أريستوفان (الدبابير، السطر 300-302) أن نصف الدراخما اليومية للمحلف تكفي فقط للعيش اليومي لأسرة مكونة من ثلاثة أفراد.
قد يفكر الشخص الحديث في دراخما على أنه المكافئ التقريبي للأجر اليومي للعامل الماهر في المكان الذي يعيش فيه، والذي يمكن أن يصل إلى دولار واحد، أو يصل إلى 100 دولار، اعتمادًا على البلد.
تم سك كسور ومضاعفات الدراخما من قبل العديد من الدول، وعلى الأخص في مصر البطلمية، التي سكت عملات معدنية كبيرة من الذهب والفضة والبرونز.
تضمنت العملات البطلمية البارزة الذهب الخماسي والأوكتادراكم، والفضة الرباعية، والديكادراكم، والبنتاكيدراكم. كان هذا جديرًا بالملاحظة بشكل خاص لأنه لم يكن حتى إدخال غلودن غروشن في عام 1486 أن العملات ذات الحجم الكبير (خاصة في الفضة) سيتم سكها بكميات كبيرة.

### الدراخما اليونانية القديمة
كان وزن الدراخما الفضية حوالي 4.3 جرام أو 0.15 أونصة،  على الرغم من اختلاف الأوزان بشكل كبير من مدينة إلى أخرى. تم تقسيمها إلى ستة قطع نقدية بوزن 0.72 جرام، والتي تم تقسيمها إلى أربع قطع صغيرة من 0.18 جرام، وهي واحدة من أصغر العملات المعدنية التي تم ضربها على الإطلاق، ويبلغ قطرها حوالي 5-7 مم.
| الفضة اليونانية | الفضة اليونانية      | الفضة اليونانية              | الفضة اليونانية | الفضة اليونانية                         |
| الترتيب         | التسمية              | القيمة                       | الوزن           | باليونانية                              |
| --------------- | -------------------- | ---------------------------- | --------------- | --------------------------------------- |
| 1               | ديكادراخما           | 10 دراخما                    | 43 غرام         | Δεκάδραχμον                             |
| 2               | تترادراخما           | 4 دراخما                     | 17.2 غرام       | Τετράδραχμον                            |
| 3               | ديدراخما             | 2 دراخما                     | 8.6 غرام        | Δίδραχμον                               |
| 4               | دراخما               | 6 أُبول                       | 4.3 غرام        | Δραχμή                                  |
| 5               | تيتروبول             | 4 أُبول                       | 2.85 غرام       | Τετρώβολον                              |
| 6               | تريوبول (هيميدراخما) | 3 أُبول (1⁄2 دراخما)          | 2.15 غرام       | Τριώβολον (ἡμίδραχμον)                  |
| 7               | ديوبول               | 2 أُبول                       | 1.43 غرام       | Διώβολον                                |
| 8               | أبول                 | 4 تيتارتيمواريا (1⁄6 دراخما) | 0.72 غرام       | Ὀβολός (ὀβελός)                         |
| 9               | تريتارتيموريون       | 3 تيتارتيمواريا              | 0.54 غرام       | Τριταρτημόριον (τριτημόριον)            |
| 10              | هيميوبول             | 2 تيتارتيمواريا (1⁄2 أبول)   | 0.36 غرام       | Ἡμιωβέλιον (ἡμιωβόλιον)                 |
| 11              | تريهيميتيتارتيموريون | 1 1⁄2 تيتارتيمواريا          | 0.27 غرام       | Τριημιτεταρτημόριον                     |
| 12              | تيتارتيموريون        | 1⁄4 أبول                     | 0.18 غرام       | Τεταρτημόριον (ταρτημόριον, ταρτήμορον) |
| 13              | هيميتيتارتيموريون    | 1⁄2 تيتارتيمواريا            | 0.09 غرام       | Ἡμιτεταρτημόριον                        |

### أقسام العملات التاريخية
8 شالكوا = 1 أبولو
6 أبولوا = 1 دراخما
70 دراخما = 1 مينا (أو مليون)، لاحقًا 100 دراخما = 1 مينا 
60 دقيقة = موهبة واحدة أثينية (المعيار الأثيني) 
لم يتم سك النقود والمواهب قط فعليًا: لقد مثلوا مقاييس الوزن المستخدمة للسلع (مثل الحبوب) وكذلك المعادن مثل الفضة أو الذهب. يذكر العهد الجديد كلاً من ديدراخما، وضمنيًا، تيترادراخما في سياق ضريبة الهيكل. يتضمن إنجيل لوقا مثلًا رواه يسوع عن امرأة لديها 10 دراخما، والتي فقدت واحدة وفتشت منزلها حتى عثرت عليه.

## أول دراخما حديثة

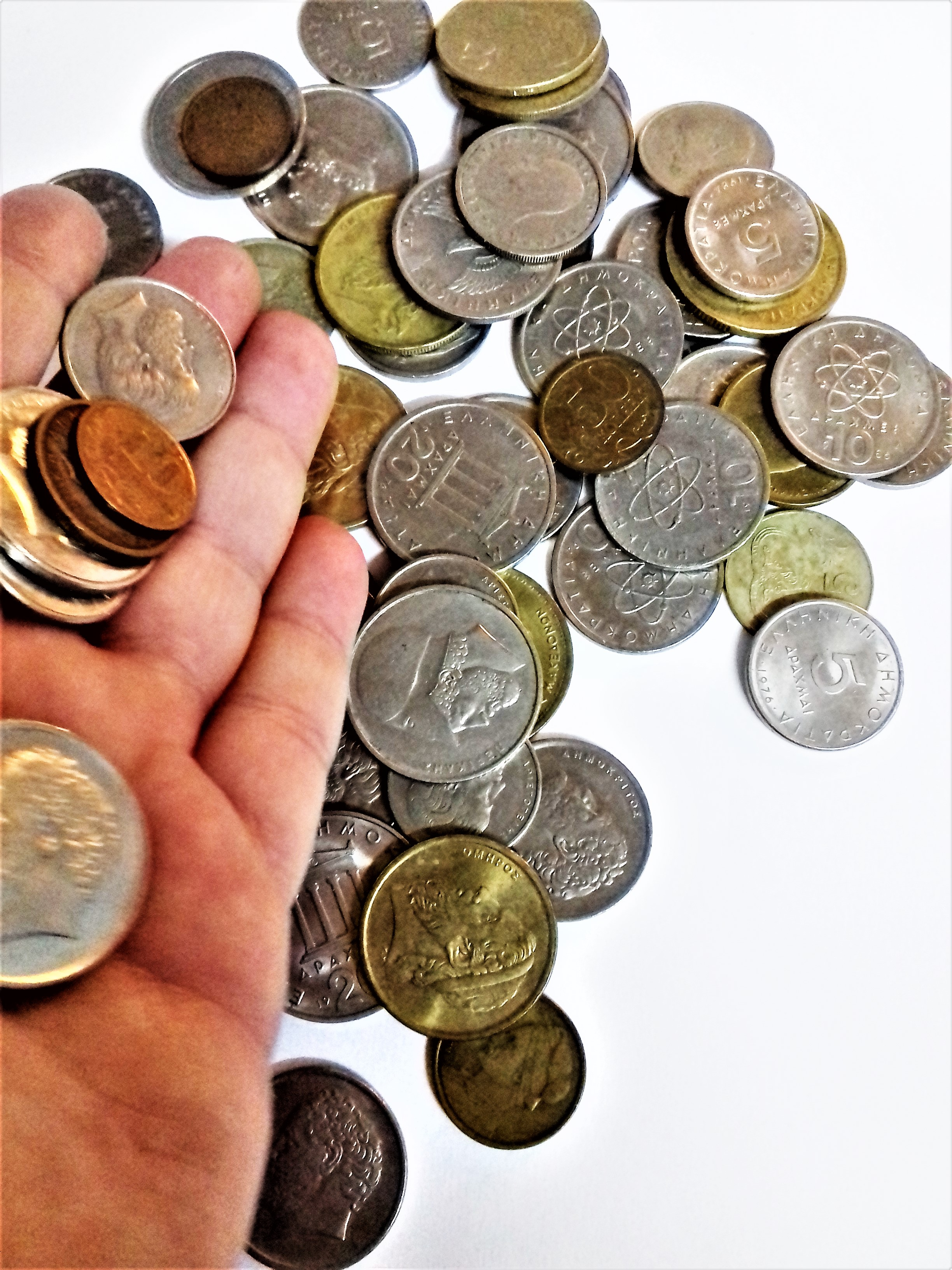
دراخما الحديثة

أعيد تقديم الدراخما في مايو 1832، قبل وقت قصير من إنشاء دولة اليونان الحديثة (باستثناء تقسيم توروس). لقد حلت محل طائر الفينيق على قدم المساواة. تم تقسيم الدراخما إلى 100 ليبتا.

### عملات معدنية
تتكون العملة الأولى من فئات نحاسية من 1 و 2 و 5 و 10 ليبتا، وفئات فضية من 1⁄4 و 1⁄2 و 1 و 5 دراخما وعملة ذهبية من 20 دراخما. كانت عملة الدراخما تزن 4.5 جرام وتحتوي على 90٪ من الفضة، مع عملة 20 دراخما تحتوي على 5.8 جرام من الذهب.
في عام 1868، انضمت اليونان إلى الاتحاد النقدي اللاتيني وأصبحت الدراخما متساوية في الوزن والقيمة للفرنك الفرنسي. تتكون العملة الجديدة الصادرة من عملات نحاسية من 1 و 2 و 5 و 10 ليبتا، مع عملات 5 و10 ليبتا تحمل أسماء أبولو وديوبولون، على التوالي؛ عملات فضية من 20 و50 لبتا و1 و2 و5 دراخما وعملات ذهبية من 5 و10 و20 دراخما. (تم أيضًا إصدار أعداد صغيرة جدًا من العملات الذهبية من فئة 50 و100 دراخما).
في عام 1894، تم تقديم عملات معدنية من النحاس والنيكل 5 و10 و20 ليبتا. لم يتم إصدار عملة 1-ليبتون أو 2-ليبتا منذ أواخر سبعينيات القرن التاسع عشر. تم إصدار العملات الفضية من 1 و2 دراخما آخر مرة في عام 1911، ولم يتم إصدار أي عملات معدنية بين عامي 1912 و1922، وخلال ذلك الوقت انهار الاتحاد النقدي اللاتيني بسبب الحرب العالمية الأولى.
بين عامي 1926 و1930، تم تقديم عملة معدنية جديدة للجمهورية الهيلينية الجديدة، تتكون من عملات معدنية من النيكل النحاسي بفئات 20 ليبتا، و50 ليبتا، ودراخما؛ عملات نيكل من 5 دراخما؛ وعملات فضية من 10 و20 دراخما. كانت هذه آخر عملات تم إصدارها لأول دراخما حديثة ولم يتم إصدار أي منها مرة ثانية.

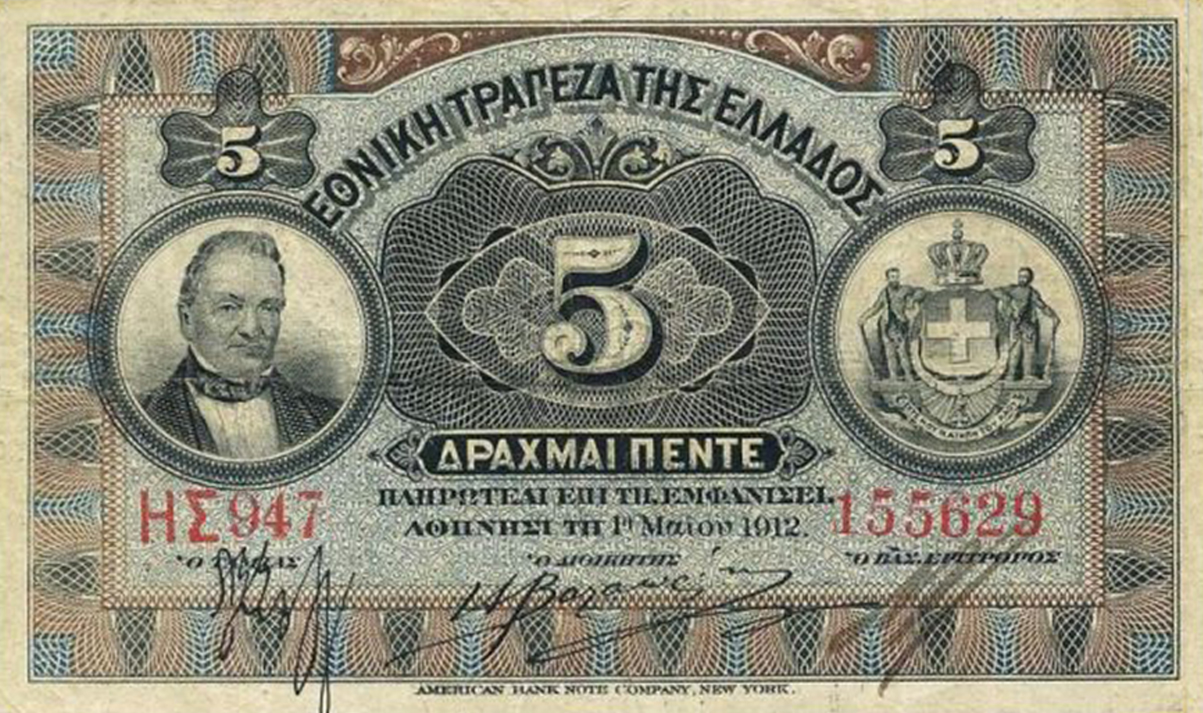
الأوراق النقدية لعام 1912 الصادرة عن البنك الأهلي التجاري.

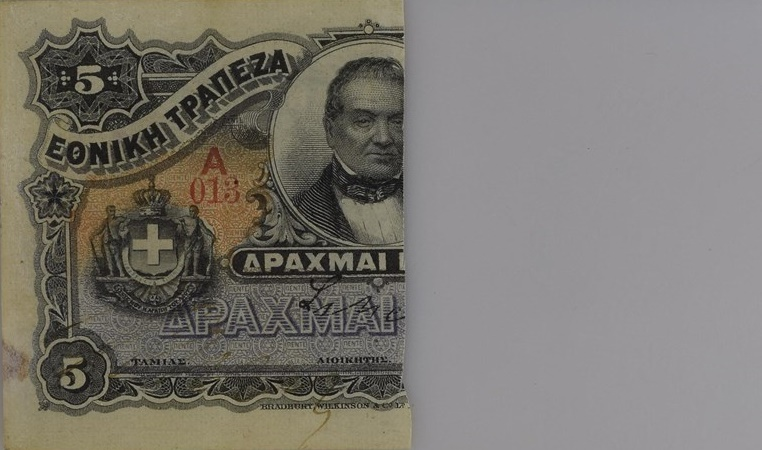
5 دراخما علما بأن الحكومة قطعت نصفين لغرض إصدار سندات.

### الدراخما الحديثة الثانية

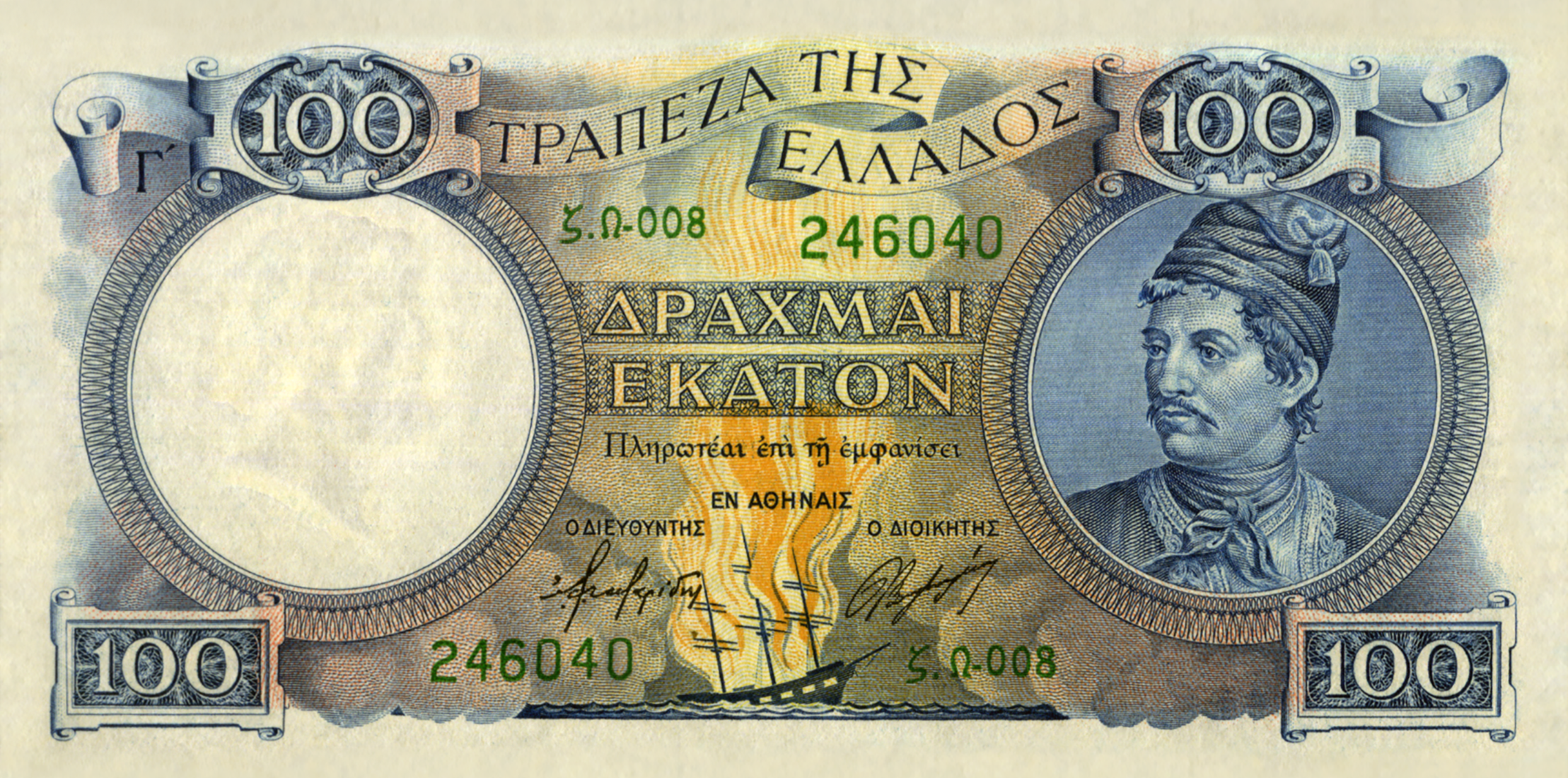
الأوراق النقدية لعام 1944 الصادرة عن البنك الأهلي المصري.
في 11 نوفمبر 1944، بعد تحرير اليونان من ألمانيا النازية، تم استبدال الدراخما القديمة بأخرى جديدة بمعدل 50,000,000,000 إلى 1. تم إصدار النقود الورقية فقط للدراخما الثانية. أصدرت الحكومة سندات 1 و5 و10 و20 دراخما، مع إصدار بنك اليونان سندات 50- و100- و500- و1000 و5000- و10000 دراخما. كما عانت الدراخما من ارتفاع معدلات التضخم. وأصدرت الحكومة لاحقًا أوراق نقدية من فئة 100 و500 و1000 دراخما، وأصدر بنك اليونان سندات من فئة 20000 و50000 درهم.

### الدراخما الحديثة الثالثة
في 9 أبريل 1953، في محاولة لوقف التضخم، انضمت اليونان إلى نظام بريتون وودز. في 1 مايو 1954، تمت إعادة تقييم الدراخما بمعدل 1000 إلى 1، وألغيت أوراق التغيير الصغيرة للمرة الأخيرة. افترضت الدراخما الثالثة سعر صرف ثابتًا قدره 30 دراخما لكل دولار حتى 20 أكتوبر 1973: على مدار الـ 25 عامًا التالية، انخفض سعر الصرف الرسمي تدريجياً، ليصل إلى 400 دراخما لكل دولار. في 1 يناير 2002، تم استبدال الدراخما اليونانية رسميًا بالعملة المتداولة باليورو، ولم تكن مناقصة قانونية منذ 1 مارس 2002.

#### عملات الدراخما الحديثة الثالثة
يتكون العدد الأول من العملات المعدنية التي تم سكها في عام 1954 من قطع من الألمنيوم 5 و10 و20 ليبتون، مع قطع 50 ليبتون، 1، 2، 5 و10 دراخما في نحاس-نيكل. تم إصدار قطعة فضية من 20 دراخما في عام 1960، لتحل محل الأوراق النقدية من فئة 20 دراخما، كما تم سكها أيضًا في مجموعات جامعي في عام 1965. وحملت العملات المعدنية من فئة 50 ليبتا إلى 20 دراخما صورة للملك بول (1947-1964). تم تقديم عملات معدنية جديدة في عام 1966، تتراوح من 50 لبتا إلى 10 دراخما، تصور الملك قسطنطين الثاني (1964-1974). تم سك عملة فضية من فئة 30 دراخما للاحتفال بالذكرى المئوية للسلالة الملكية اليونانية في عام 1963. وفي العام التالي تم إصدار عملة معدنية غير متداولة بهذه القيمة للاحتفال بالزفاف الملكي. تم تغيير عكس جميع العملات في عام 1971 ليعكس المجلس العسكري الذي كان في السلطة من عام 1967 إلى عام 1974. وشمل هذا التصميم جنديًا يقف أمام نيران طائر الفينيق الصاعد.
تم إصدار عملة معدنية من فئة 20 دراخما من النيكل النحاسي مع صورة أوروبا على الوجه في عام 1973. وفي أواخر عام 1973، تم تقديم عدة أنواع جديدة من العملات المعدنية: الألمنيوم غير المقوَّى (10 و20 ليبتا)، النيكل والنحاس (50 ليتا، 1 دراخما و2 دراخما) وكوبرو نيكل (5 و10 و20 دراخما). حملت هذه العملات المؤقتة تصميم طائر الفينيق الذي يرتفع من اللهب على الوجه، واستخدمت التسمية الجديدة للبلاد باسم «الجمهورية اليونانية»، لتحل محل العملات المعدنية الصادرة أيضًا في عام 1973 باسم مملكة اليونان مع صورة الملك قسطنطين الثاني. تم تقديم سلسلة جديدة من جميع الطوائف الثمانية في عام 1976 تحمل صورًا للأبطال الوطنيين الأوائل على القيم الأصغر.
تم تقديم عملات الكوبرو-نيكل 50-دراخما في عام 1980. في عام 1986، تم إدخال عملات معدنية من الألومنيوم والبرونز من فئة 50 دراخما، تليها قطع النحاس 1 و2 دراخما في عام 1988 والعملات المعدنية البرونزية من 20 و100 دراخما في عام 1990. في عام 2000، تم إصدار مجموعة من 6 عملات معدنية من فئة 500 دراخما للاحتفال بأولمبياد أثينا 2004.
كانت العملات المعدنية المتداولة في وقت اعتماد اليورو 

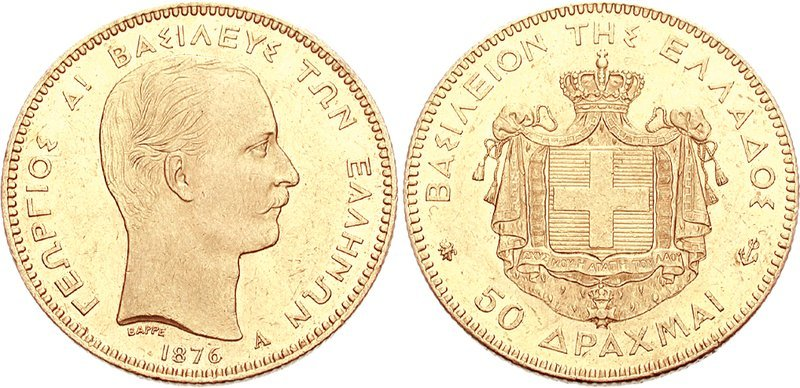
عملة ذهبية من فئة 50 دراخما تصور الملك جورجيوس الأول، 1876

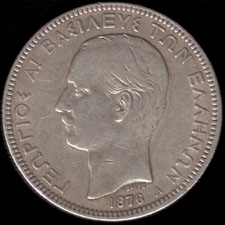
5 عملة دراخما، 1876

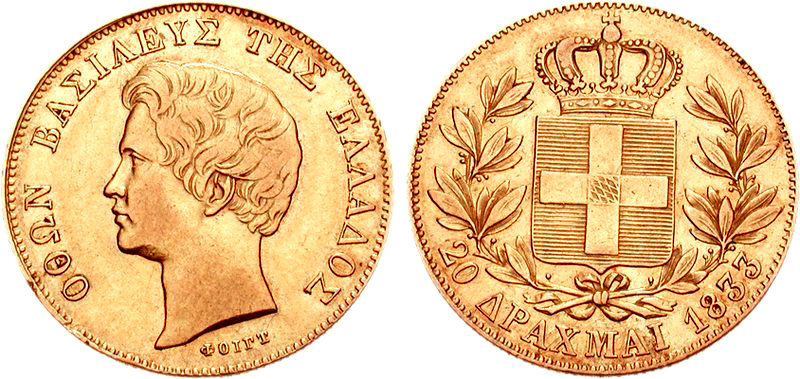
عملة ذهبية من فئة 20 دراخما تصور الملك أوثون الأول، ١٨٣٣

50 ليبتا = 0.0015 يورو
1 دراخما = 0.0029 يورو
2 دراخما = 0.0059 يورو
5 دراخما = 0.0147 يورو
10 دراخما = 0.0293 يورو
20 دراخما = 0.0587 يورو
50 دراخما = 0.147 يورو
100 دراخما = 0.293 يورو
500 دراخما = 1.47 يورو

### الأوراق النقدية
كانت الإصدارات الأولى من الأوراق النقدية من فئات 10 و20 و50 دراخما، وسرعان ما تبعها 100 و500 و1000 دراخما بحلول عام 1956. تم تقديم 5000 من الأوراق النقدية الدراخما في عام 1984، تليها الأوراق النقدية 10000 دراخما في عام 1995 و200 دراخما. في سنة 1997.
كانت الأوراق النقدية المتداولة في وقت اعتماد اليورو 
100 دراخما (0.2935 يورو)، تصور أثينا وأدامنتيوس كوراي
200 دراخما (0.5869 يورو)، إدارة ريجاس فيرايو
500 دراخما (1.47 يورو)، تصور يوانيس كابوديسترياس
1000 دراخما (2.93 يورو)، تصور أبولو
5000 دراخما (14.67 يورو)، تصور ثيودوروس كولوكوترونيس
10000 دراخما (29.35 يورو)، تصور جورج بابانيكولاو وأسكليبيوس

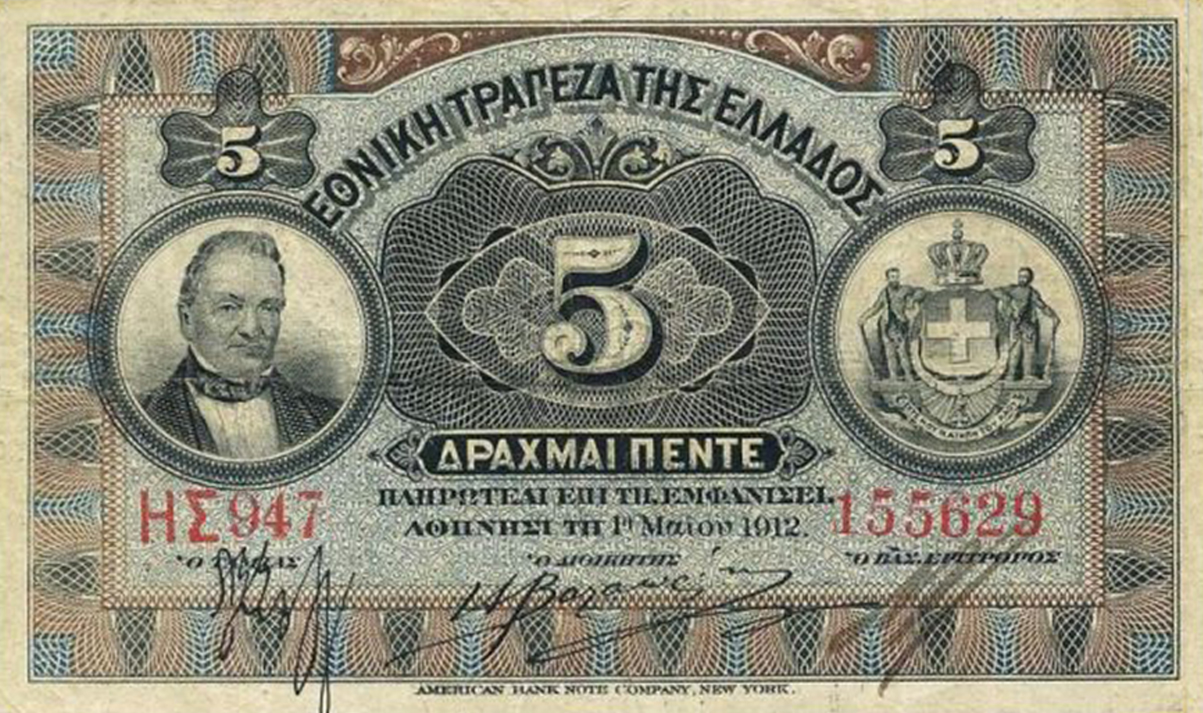
5 دراخما ورقة نقدية، 1912

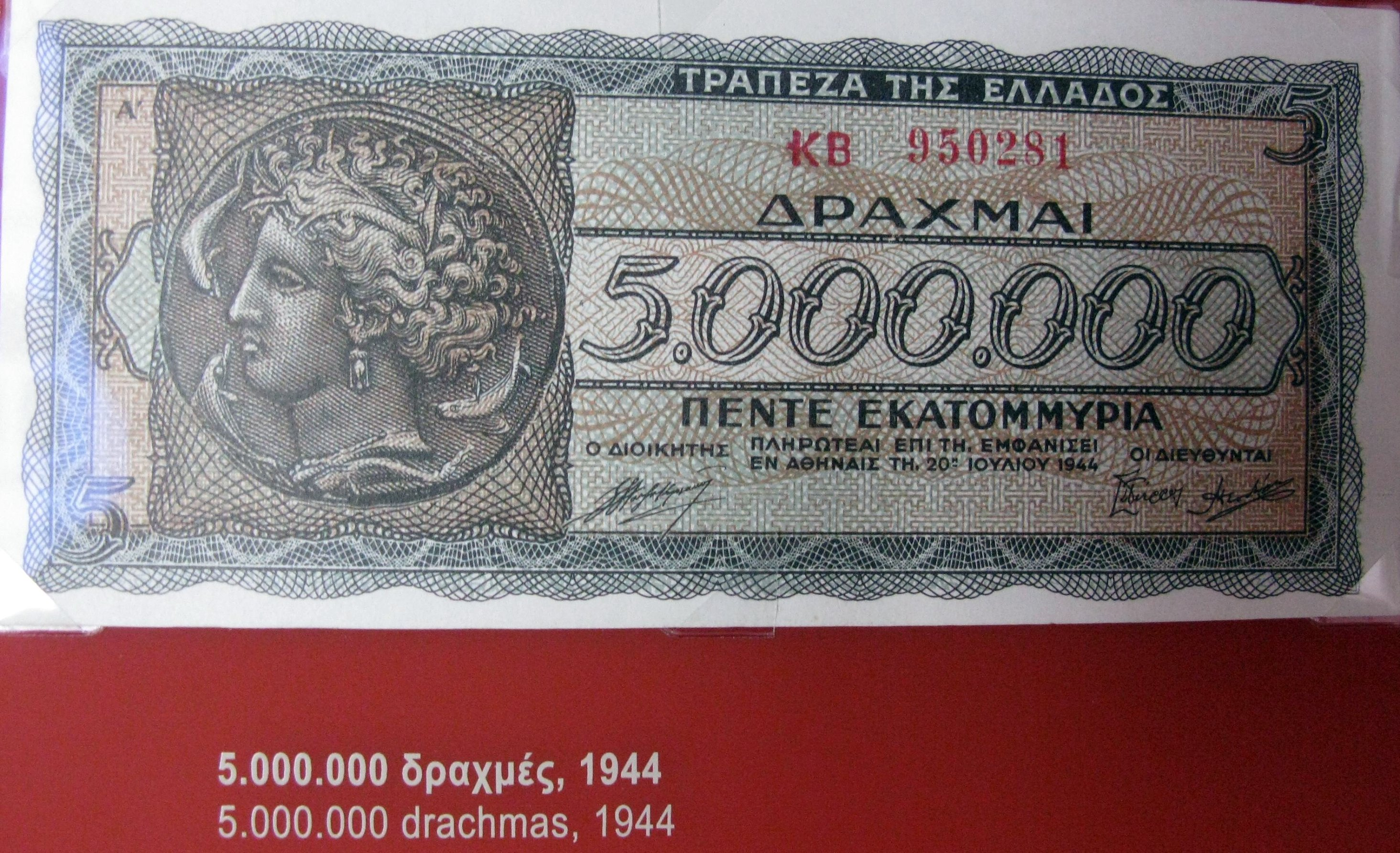
5.000.000 ورقة نقدية من الدراخما خلال فترة التضخم المفرط في احتلال المحور، 1944

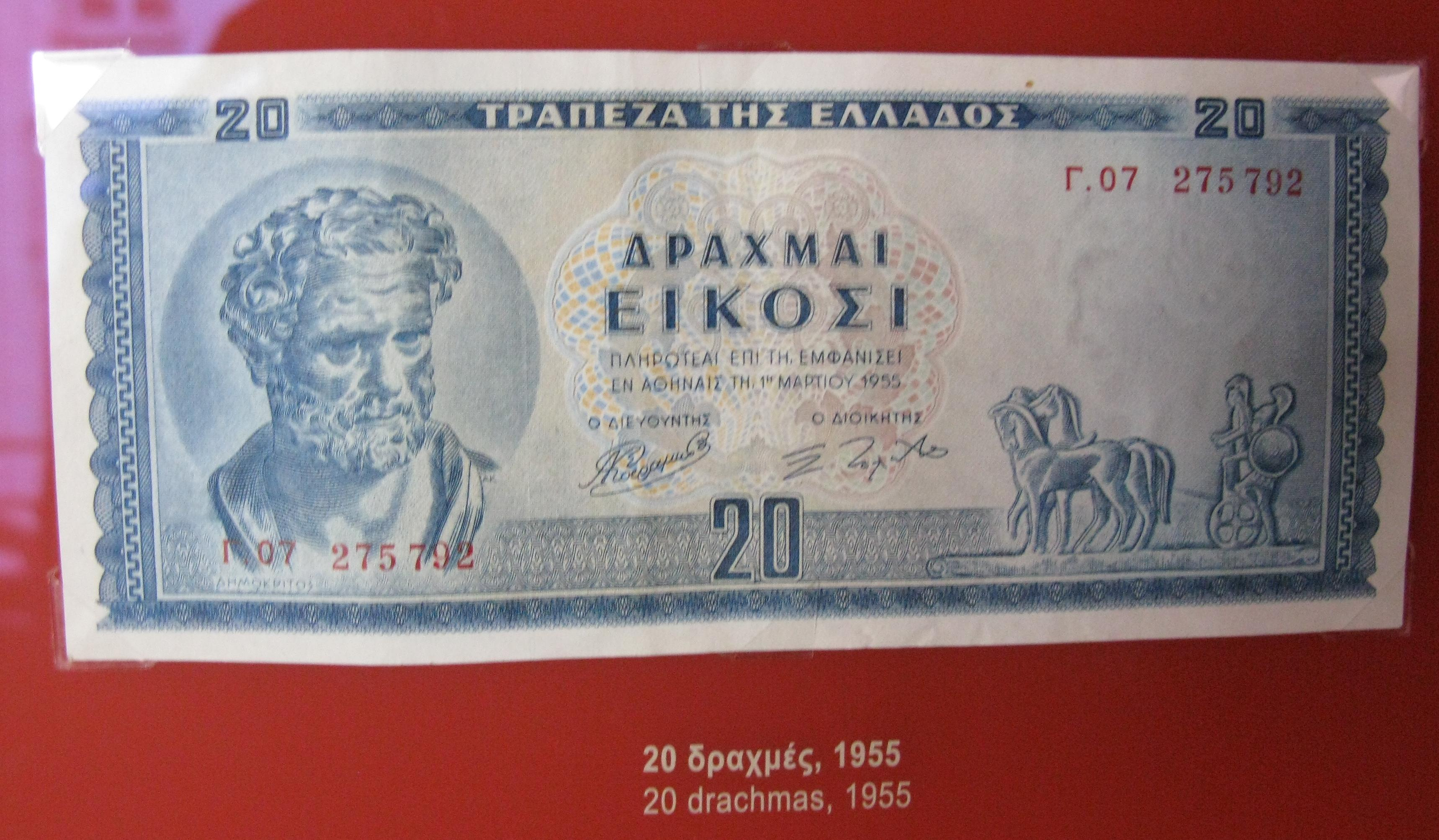
20 دراخما ورقة نقدية، 1955

## المعدلات والقيمة والقوة الشرائية
سعر صرف الدراخما مقابل الدولار الأمريكي وفي وحدات تعادل القوة الشرائية (PPP)؛ مبين في الجدول أدناه.
| عام  | سعر الصرف $ | ٪       | PPP ($) | ٪      |
| ---- | ----------- | ------- | ------- | ------ |
| 1960 | 30.00       |         | 18.99   |        |
| 1961 | 30.00       |         | 14.80   | -3.27٪ |
| 1962 | 30.00       |         | 15، 14  | 0.35٪  |
| 1963 | 30.00       |         | 15.09   | -0.05٪ |
| 1964 | 30.00       |         | 15.33   | 0.24٪  |
| 1965 | 30.00       |         | 15.52   | 0.19٪  |
| 1966 | 30.00       |         | 15.74   | 0.22٪  |
| 1967 | 30.00       |         | 15.63   | -0.11٪ |
| 1968 | 30.00       |         | 15.12   | -0.49٪ |
| 1969 | 30.00       |         | 14.84   | -0.27٪ |
| 1970 | 30.00       |         | 14.34   | -0.48٪ |
| 1971 | 30.00       |         | 14.06   | -0.27٪ |
| 1972 | 30.00       |         | 14.15   | 0.09٪  |
| 1973 | 29.63       | -0.37٪  | 16,23   | 2.39٪  |
| 1974 | 30.00       | 0.37٪   | 18.29   | 2.32٪  |
| 1975 | 32.05       | 2.19٪   | 18.93   | 0.66٪  |
| 1976 | 36.52       | 5.09٪   | 20.90   | 2.18٪  |
| 1977 | 36.84       | 0.32٪   | 22.38   | 1.58٪  |
| 1978 | 36.75       | -0.09٪  | 23.80   | 1.51٪  |
| 1979 | 37.04       | 0.29٪   | 26.41   | 2.90٪  |
| 1980 | 42.62       | 6.42٪   | 28.89   | 2.71٪  |
| 1981 | 55.41       | 16.63٪  | 32,13   | 3.60٪  |
| 1982 | 66.80       | 13.73٪  | 38.49   | 7.62٪  |
| 1983 | 88.06       | 28.03٪  | 44.66   | 7.16٪  |
| 1984 | 112.72      | 31.57٪  | 52.58   | 9.32٪  |
| 1985 | 138.12      | 31.12٪  | 60.64   | 9.30٪  |
| 1986 | 139.98      | 1.89٪   | 70.67   | 11.69٪ |
| 1987 | 135.43      | -4.40٪  | 79.42   | 9.83٪  |
| 1988 | 141.86      | 6.74٪   | 89.53   | 11.40٪ |
| 1989 | 162.42      | 23.54٪  | 98.68   | 10.09٪ |
| 1990 | 158.51      | -3.82٪  | 114.84  | 18.81٪ |
| 1991 | 182.27      | 27.32٪  | 133.14  | 21.22٪ |
| 1992 | 190,62      | 8.73٪   | 149.43  | 18.28٪ |
| 1993 | 229.25      | 46.46٪  | 167.02  | 19.66٪ |
| 1994 | 242.60      | 14.13٪  | 181.83  | 16.12٪ |
| 1995 | 231.66      | -10.45٪ | 195.55  | 14.76٪ |
| 1996 | 240.71      | 9.40٪   | 206.38  | 11.43٪ |
| 1997 | 273.06      | 36.70٪  | 214.92  | 8.89٪  |
| 1998 | 295.53      | 24.32٪  | 225.82  | 11.45٪ |
| 1999 | 305.65      | 10.47٪  | 231.92  | 6.26٪  |
| 2000 | 365.40      | 71.43٪  | 230.96  | -0.96٪ |
| 2001 | 380.79      | 16.04٪  | 228.44  | -2.49٪ |

## الاستعادة
تهدف حركة دراشمي الديمقراطية اليونانية «النجوم الخمسة» (بالإنجليزية: Five Stars)‏ التي تأسست عام 2013،  إلى استعادة الدراخما كعملة لليونان.

## في الثقافة الشعبية
الدراخما الذهبية هي الوحدة الرئيسية للعملة في سلسلة روايات المغامرات الخيالية لريك ريوردان بيرسي جاكسون والأولمبيين، بالإضافة إلى فيلمها الجديد أبطال أوليمبوس (بالإنجليزية: The Heroes of Olympus)‏، والذي يتميز الأخير أيضًا بالديناري الروماني.
يتم استخدام الدراخما في لعبة الفيديو أصول قاتل كريد (بالإنجليزية: Assassin's Creed Origins)‏، التي تدور أحداثها في مصر البطلمية، كالعملة التي يستخدمها اللاعب لشراء الأسلحة والأزياء والأدوات. يتم استخدامه أيضًا في لعبة قاتل كريد أوديسي (بالإنجليزية: Assassin's Creed Odyssey)‏ اللاحقة التي تدور أحداثها في اليونان القديمة.
كما تم ذكر الدراخما في يوليوس قيصر لويليام شكسبير في خطاب مارك أنطوني الشهير «الأصدقاء والرومان والمواطنون».
لعبة كوفنز (بالإنجليزية: Covens)‏ من استوديوهات رينكرو (بالإنجليزية: Raincrow Studios)‏ تستخدم الدراخما الفضية والذهبية باعتبارها الشكل الرئيسي للعملة في اللعبة.

## وصلات خارجية
- المسكوكات اليونانية (كتالوج ومعرض)